# بينجامين غاليندو جونيور
بينجامين غاليندو جونيور (بالإسبانية: Benjamín Galindo Cruz)‏ هو لاعب كرة قدم مكسيكي في مركز الدفاع، ولد في 10 مارس 1999 في مدينة مكسيكو في المكسيك. لعب مع نادي رينو 1868 ونادي غوادالاخارا.

## وصلات خارجية
- بينجامين غاليندو جونيور على موقع قاعدة بيانات كرة القدم.إي يو (الإنجليزية)
- بينجامين غاليندو جونيور على موقع Soccerway.com (الإنجليزية)